# Osvaldo Alonso
Osvaldo Alonso Moreno (ur. 11 listopada 1985 w San Cristóbal) – kubański piłkarz występujący na pozycji pomocnika. Zawodnik klubu Minnesota United FC.

## Kariera klubowa
Alonso karierę rozpoczynał w 2004 roku w zespole FC Pinar del Río. W 2006 roku zdobył z nim mistrzostwo Kuby. W czerwcu 2007 roku uciekł do Stanów Zjednoczonych. Tam kontynuował karierę w zespole Charleston Battery z ligi USL First Division, stanowiącej drugi poziom rozgrywek. Spędził tam sezon 2008, w ciągu którego rozegrał tam 23 spotkania i zdobył 4 bramki.
W 2009 roku Alonso podpisał kontrakt z zespołem Seattle Sounders z MLS. Zadebiutował tam 20 marca 2009 roku w wygranym 3:0 pojedynku z New York Red Bulls. 18 czerwca 2009 roku w zremisowanym 3:3 spotkaniu z DC United strzelił pierwszego gola w MLS.

## Kariera reprezentacyjna
W reprezentacji Kuby Alonso zadebiutował w 2006 roku. W 2007 roku został powołany do kadry na Złoty Puchar CONCACAF. Zagrał na nim w meczach z Meksykiem (1:2) i Panamą (2:2), a Kuba odpadła z turnieju po fazie grupowej.
W latach 2006–2007 w drużynie narodowej rozegrał łącznie 16 spotkań i zdobył 2 bramki.